# Чапчакчи, Халиль Селяметович
Халил Селямет Чапчахчи (17 марта 1889, Аутка — не ранее 1931) — крымскотатарский национальный деятель, делегат I Курултая крымскотатарского народа. Нарком здравоохранения Крымской АССР (1921—1928). Репрессирован по делу «Милли-Фирка», расстрелян.

## Биография
Халил Чапчахчи родился 17 марта 1889 года в деревне Аутка (ныне район города Ялта) Ялтинского уезда. Учился в Симферопольской мужской гимназии Волошенко. По окончании гимназии поступил на медицинский факультет Новороссийского университета в Одессе.
Принимал активное участие в создании национальной партии крымских татар «Милли-Фирка». На Всекрымском мусульманском съезде в марте 1917 года Халил Чапчахчи избран членом Временного Крымско-Мусульманского Исполнительного Комитета. 26 ноября (9 декабря) 1917 года делегат I Курултая крымскотатарского народа. В 1917 член правительства и курултая Крымской народной республики (правительства Челебиева и Сейдамета).

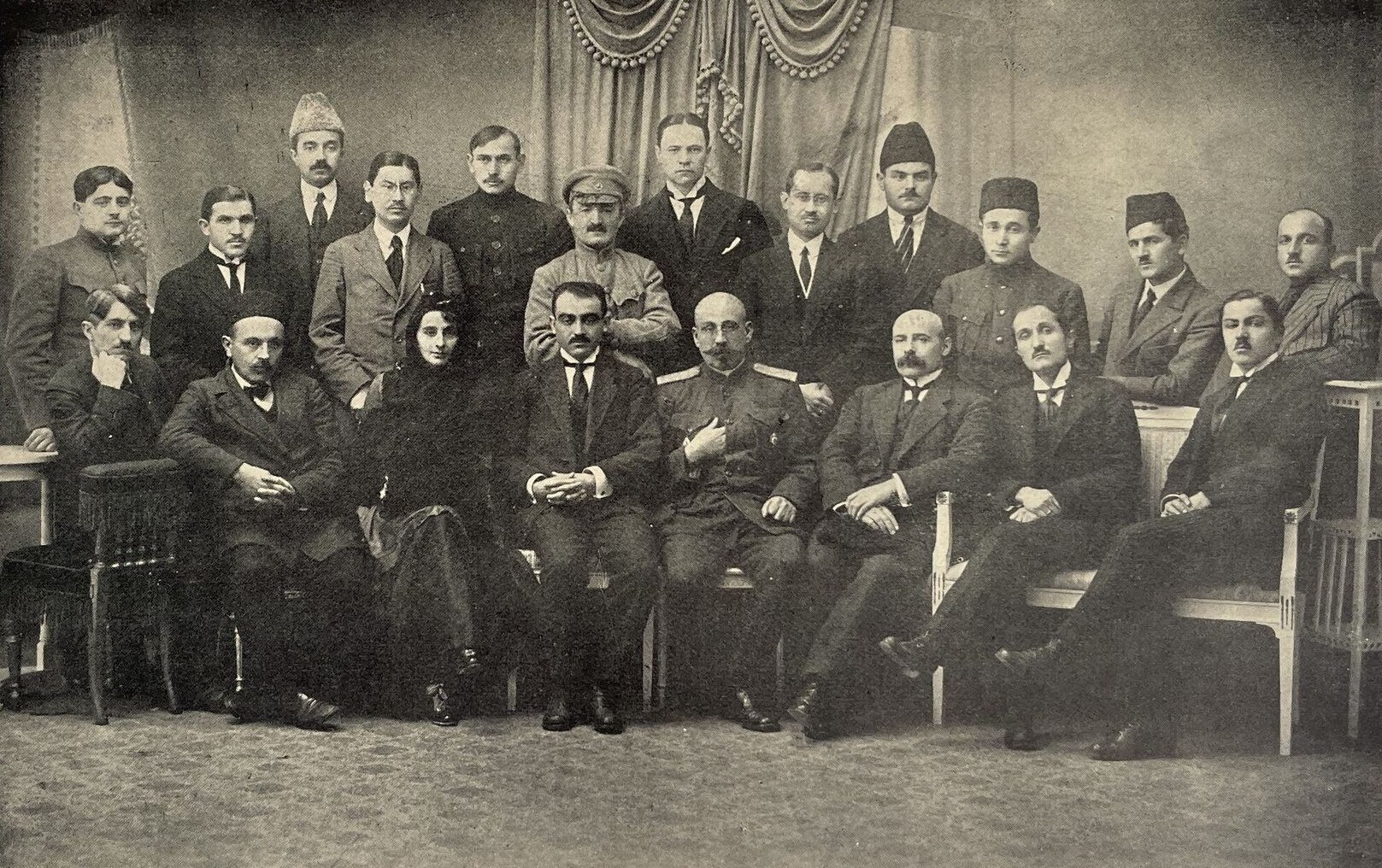
Лидеры крымскотатарского национального движения и общественно-политические деятели. 1919 год. Слева направо сидят: У. В. Балич, С. Мисхорлы, Ш. Гаспринская, Ю. В. Чеменземинли, Альмахсид Цаликов, С. У. Хаттатов, Д. Г. Рустамбеков, А. Озенбашлы; стоят: А. Сеттаров, А. Одабаш, Э. Ф. Гозайдин, Полторжицкий, Казанлы, неизвестный (черкес), А. Кричинский, А. Мухарский, В. Ибраимов, М. Енилеев, Х. Чапчакчи, Б. Одабаш.

При Крымском краевом правительстве издавался ордер на его арест за противодействие мобилизации татар в Добровольческую армию. При власти Врангеля (1920) был приговорён к расстрелу, как левый. Во время Красного террора в Крыму (1921) преследовался, как крымскотатарский националист, вынужден был скрываться. В числе умеренных деятелей Милли Фирка отвергнул эмиграцию и интегрировался в правовое поле РСФСР, вел борьбу за восстановление прав крымскотатарского народа. После критического доклада большевика М. Х. Султан-Галиева в ЦК о положении в Крыму, занял пост наркома здравоохранения Крымской АССР. С ноября 1921 по 1928 год занимал должность наркома здравоохранения Крымской АССР.
В конце 20-х годов Х. Чапчахчи арестован по делу «Милли Фирка», обвинён в национализме и приговорен к расстрелу. В 1931 году Постановлением коллегии ОГПУ смертная казнь заменена 10 годами концлагерей. Дальнейшая судьба Халила Чапчакчи неизвестна. Реабилитирован посмертно.